# Clameia brooki
Clameia brooki is een slakkensoort uit de familie van de Moitessieriidae. De wetenschappelijke naam van de soort is voor het eerst geldig gepubliceerd in 1990 door Boeters & E. Gittenberger.